# Oxytrigona ignis
Oxytrigona ignis är en biart som beskrevs av Camargo 1984. Oxytrigona ignis ingår i släktet Oxytrigona, och familjen långtungebin. Inga underarter finns listade.